# Saison 3 d'Ally McBeal
Chronologie
Saison 2 d'Ally McBeal Saison 4 d'Ally McBeal
Cet article présente les vingt-et-un épisodes de la troisième saison de la série télévisée américaine Ally McBeal.

## Généralités
La troisième saison d'Ally McBeal a été diffusée aux États-Unis du 25 octobre 1999 au 22 mai 2000, sur le réseau Fox, devant une moyenne de 12,3 millions de téléspectateurs.

## Synopsis
Cette série met en scène un cabinet d'avocats de Boston dans lequel évoluent des personnages tous plus délirants les uns que les autres, avec en tête une avocate trentenaire à l'imagination débridée, Ally McBeal.

## Distribution
- Calista Flockhart (Ally McBeal)
- Courtney Thorne-Smith (Georgia Thomas)
- Greg Germann (Richard Fish)
- Lisa Nicole Carson (Renee Radick)
- Jane Krakowski (Elaine Vassal)
- Vonda Shepard (Elle-même)
- Portia de Rossi (Nelle Porter)
- Lucy Liu (Ling Woo)
- Peter MacNicol (John Cage)
- Gil Bellows (Billy Thomas)

## Épisodes

### Épisode 1: Lavage automatique (Car Wash)
Réalisation : Bill Dickson
Scénario : David E. Kelley
Première diffusion : 25 octobre 1999
Invités : Jason Gedrick (Joel), Albert Hall (Juge Seymore Walsh), Dyan Cannon (Jennifer 'Frimousse' Cone), Barry White (lui-même).
 À noter : Cet épisode a reçu l'Emmy Award du meilleur son.

### Épisode 2: Chacun ses fantasmes (Buried Pleasures)
Réalisation : Mel Damski
Scénario : David E. Kelley
Première diffusion : 1er novembre 1999
Invités : Dee Wallace Stone (Gail Clarkson), Paula Newsome (Phyllis Butters).

### Épisode 3: La Vie en rose (Seeing Green)
Réalisation : Peter MacNicol
Scénario : David E. Kelley
Première diffusion : 8 novembre 1999
Invités : Betty White (Dr Shirley Flott), Nicki Lynn Aycox (Kim Puckett), Al Green (lui-même), Gladys Knight (elle-même).

### Épisode 4: Vague de chaleur (Heat Wave)
Réalisation : Alex Graves
Scénario : David E. Kelley
Première diffusion : 15 novembre 1999
Invités : Jason Gedrick (Joel), Gina Philips (Sandy Hingle), James Naughton (George McBeal), Dyan Cannon (Jennifer 'Frimousse' Cone).

### Épisode 5: Eaux troubles (Troubled Water)
Réalisation : Joanna Kerns
Scénario : David E. Kelley
Première diffusion : 22 novembre 1999
Invités : Tracey Ullman (Dr Tracey Clarke), Gina Philips (Sandy Hingle), James Naughton (George McBeal), Jill Clayburgh (Jeannie McBeal), Dyan Cannon (Jennifer 'Frimousse' Cone).

### Épisode 6: Changement (Changes)
Réalisation : Arlene Sanford
Scénario : David E. Kelley
Première diffusion : 29 novembre 1999
Invités : Gina Philips (Sandy Hingle), Farrah Fawcett (Robin Jones).

### Épisode 7: Sauvez le père Noël (Saving Santa)
Réalisation : Rachel Talalay
Scénario : David E. Kelley
Première diffusion : 13 décembre 1999
Invités : Gina Philips (Sandy Hingle), Albert Hall (Juge Seymore Walsh).

### Épisode 8: Le Cadeau (Blue Christmas)
Réalisation : Jonathan Pontell
Scénario : David E. Kelley
Première diffusion : 20 décembre 1999
Invités : Wendy Worthington (Margaret Camaro), Gina Philips (Sandy Hingle).

### Épisode 9: Les Accompagnatrices (Out in the Cold)
Réalisation : Dennie Gordon
Scénario : David E. Kelley & Josh Caplan
Première diffusion : 10 janvier 2000
Invités : Albert Hall (Juge Seymore Walsh).

### Épisode 10: Une fille facile (Just Friends)
Réalisation : Michael Schultz
Scénario : David E. Kelley
Première diffusion : 17 janvier 2000
Invités : Gina Philips (Sandy Hingle).

### Épisode 11: Que sont devenus nos rêves? (Over the Rainbow)
Réalisation : Alan Myerson
Scénario : David E. Kelley
Première diffusion : 7 février 2000
Invités : Jim Davidson

### Épisode 12: Le Rire qui tue (In Search of Pygmies)
Réalisation : Arvin Brown
Scénario : David E. Kelley & Josh Caplan
Première diffusion : 14 février 2000
Invités : Craig Bierko (Dennis Martin), Albert Hall (Juge Seymore Walsh).

### Épisode 13: Préjugés (Pursuit of Loneliness)
Réalisation : Jonathan Pontell
Scénario : David E. Kelley
Première diffusion : 21 février 2000
Invités : Gina Philips (Sandy Hingle).

### Épisode 14: À chacun son image (The Oddball Parade)
Réalisation : Bryan Gordon
Scénario : David E. Kelley
Première diffusion : 28 février 2000
Invités : Gina Philips (Sandy Hingle), Albert Hall (Juge Seymore Walsh), Anthony Anderson (Matthew Vault), Steven Culp (maître Dixon), Tina Turner (elle-même).

### Épisode 15: Cherchez la femme (Prime Suspect)
Réalisation : Rachel Talalay
Scénario : David E. Kelley
Première diffusion : 20 mars 2000
Invités : Gina Philips (Sandy Hingle), Albert Hall (Juge Seymore Walsh), Anthony Anderson (Matthew Vault), Christine Tucci (Nancy Raleigh Sicland), Skip O'Brien (officier de police).
Cage et Fisher s'occupent d'une affaire de meurtre. Billy a des hallucinations et consulte une neurologue grâce à Nell.

### Épisode 16: Pour la vie (Boy Next Door)
Réalisation : Jack Bender
Scénario : David E. Kelley
Première diffusion : 27 mars 2000
Invités : Gina Philips (Sandy Hingle), Harrison Page (Révérend Mark Newman), Steven Culp (maître Dixon), Dyan Cannon (Jennifer 'Frimousse' Cone).
Billy avoue à Ally qu'il a une tumeur cérébrale.

### Épisode 17: I Will Survive (I Will Survive)
Réalisation : Barnet Kellman
Scénario : David E. Kelley
Première diffusion : 17 avril 2000
Invités : James Le Gros (Mark Albert), Loretta Devine (Nora Mills), Gloria Gaynor (elle-même).

### Épisode 18: Trente ans… (Turning Thirty)
Réalisation : Jeannot Szwarc
Scénario : David E. Kelley & Jill Goldsmith
Première diffusion : 1er mai 2000
Invités : James Le Gros (Mark Albert), Albert Hall (Juge Seymore Walsh), Jennifer Holliday (Lisa Knowles), Harrison Page (Reverand Mark Newman).

### Épisode 19: Cybersex (Do You Wanna Dance?)
Réalisation : Michael Lange
Scénario : David E. Kelley
Première diffusion : 8 mai 2000
Invités : James Le Gros (Mark Albert), Tim Dutton (Brian Selig), Albert Hall (Juge Seymore Walsh), James Denton (Jimmy Bender), Holland Taylor (Juge Roberta Kittleson).

### Épisode 20: Rêves de gloire (Hope and Glory)
Réalisation : Mel Damski
Scénario : David E. Kelley
Première diffusion : 15 mai 2000
Invités : James Le Gros (Mark Albert), Alicia Witt (Hope Mercey), Tim Dutton (Brian Selig), Albert Hall (Juge Seymore Walsh), Mary-Pat Green (Juge Julia "Bulldog" Brattle), Macy Gray (elle-même).

### Épisode 21: Une comédie presque musicale (Ally McBeal: The Musical, Almost)
Réalisation : Bill D'Elia
Scénario : David E. Kelley
Première diffusion : 22 mai 2000
Invités : James Le Gros (Mark Albert), Alicia Witt (Hope Mercey), Tim Dutton (Brian Selig), James Naughton (George McBeal), Jill Clayburgh (Jeannie McBeal), Dakota Fanning (Ally à 5 ans).